# Julija Mihajlovna Lezsnyeva
Julija Mihajlovna Lezsnyeva (oroszul Юлия Михайловна Лежнева; Juzsno-Szahalinszk, 1989. december 5. –) orosz énekművész, koncert- és operaénekes, szoprán, mezzoszoprán.

## Élete, munkássága
Julija Lezsnyeva a Szahalin szigeten fekvő Juzsno-Szahalinszk városában született 1989-ben. Szülei zenekedvelő geofizikusok voltak, akik ötéves korában zongorázni és énekelni kezdték taníttatni. Hétéves korában a család Moszkvába költözött, és Lezsnyeva a Grecsanyinov Zeneiskolában folytatta tanulmányait. Itt már 11 éves korában kiderült különleges énekesi képessége. Alapfokú tanulmányai után 14 éves korában a Moszkvai Konzervatóriumban folytatta énekesi és zongorista tanulmányait. Itt mutatkozott be énekesként színpadon: tizenhat évesen Mozart Requiemjének egyik szólistája volt. Mindössze 17 éves volt, amikor megnyerte a nemzetközi Jelena Obrazcova által szervezett operaénekes-versenyt. A zsűriben olyan nagyságok szerepeltek, mint Christa Ludwig, Marton Éva és Teresa Berganza. Ezt követően meghívást kapott a pesarói Rossini Operafesztiválra, ahol Juan Diego Flórezzel lépett fel a fesztivál nyitó hangversenyén, és énekelt Rossini Stabat Materében. 2008-ban kitüntetéssel végzett a konzervatóriumban, és zongora diplomát is szerzett. Ebben az évben vett részt első lemezfelvételén: a Marc Minkowski által vezényelt Bach h-moll misében énekelt. Ezután egy támogatási program segítségével 2010-ig a Cardiff International Academy of Voice-on Dennis O’Neill vezetésével tanult tovább, és több mesterkurzuson is részt vett. 2009-ben első díjat nyert a helsinki Mirjam Helin Nemzetközi Énekversenyen, a rá következő évben pedig a Párizsi Nemzetközi Operaverseny első helyezettje lett, mint a verseny történetének legfiatalabb győztese. 2010-ben Kiri Te Kanawa támogatásával a londoni Guildhall Zene- és Drámaiskolába került. Obravcován és O’Neillen kívül tanárának, mentorának számít még Yvonne Kenny, Alberto Zedda, Richard Bonynge és Thomas Quasthoff.
Első lemezeit a Naïve adta ki, de 2011-ben szerződést kötött a Decca lemezkiadóval. Fellépésein, lemezfelvételein minden zeneértő csodálja hangját, kiforrott technikai tudását és azt, hogy milyen könnyen vált a mezzoszoprán és a koloratúrszoprán hangfekvés között. Már első Rossini-lemezén is váltakozik a szoprán és a mezzo hang. Maga erről a legnagyobb természetességgel nyilatkozott. Főleg technikai képességei miatt sokan az új Cecilia Bartolinak tartják. Ő maga ezt elhárítja: „Azt gondolom, minden művész igyekszik megtalálni a személyiségét a művészetén keresztül, miközben nagyon fontos, hogy önmaga maradjon. Megtisztelő számomra az összehasonlítás, de úgy gondolom, már a saját utamat járom.” Azt azért nem tagadja, hogy Bartoli Vivaldi-lemeze nagy hatással volt rá.
Koncerténekesként (például Mozart: Nagy c-moll mise, Bach: Magnificat, vagy Pergolesi: Stabat Mater) és operaénekesként (például Rossini A tó asszonya, Händel: Tamerlán, Mozart: Don Giovanni) is fellép, de azt nyilatkozta, hogy „Sokkal több koncertszerű, mint szcenírozott előadásban vettem részt. Nagyon élvezem a koncertszerű előadásokat, mert így kizárólag a zenére koncentrálhatok”.
Miközben fellépései során bejárja a világot, többször fellépett Magyarországon is. Először 2013-ban járt Budapesten, a Budapesti Tavaszi Fesztiválon Händel Il trionfo del Tempo e del Disinganno című oratóriumában énekelt a Giovanni Antonini által vezényelt Il Giardino Armonico kíséretével. 2016-os fővárosi fellépéséről Csengery Kristóf Hasonlíthatatlan címmel írt kritikát: „Az énekesnő vokális adottságai is különlegesek, ám szopránjának színénél, erejénél és mozgékonyságánál is fontosabb, amit e hanggal véghezvisz: a rendkívüli technikai tudás, a virtuozitás … átlényegül érzelemmé és indulattá; a koloratúrák megtelnek tűzzel és szenvedéllyel”.

## Felvételei
Főleg a Decca Records nyilvántartása alapján.
| Megjelenés           | Tartalom                                                                | Közreműködők | Kiadó           |
| -------------------- | ----------------------------------------------------------------------- | --- | --------------- |
| 2009. március 21.    | Bach: Mass in B minor                                                   | Lucy Crowe, Joanne Lunn, Blandine Staskiewicz, Nathalie Stutzmann,… Les Musiciens du Louvre Grenoble, Marc Minkowski           | Naïve           |
| 2011. április 26.    | Rossini: Arias                                                          | Sinfonia Varsovia, Marc Minkowski                                                                                              | Naïve           |
| 2012. szeptember 10. | Händel: Alessandro                                                      | Max Emanuel Cencic, Karina Gauvin, Armonia Atenea, George Petrou                                                               | Decca           |
| 2012. szeptember 24. | Vivaldi: L'Oracolo in Messenia                                          | Vivica Genaux, Ann Hallenberg, Romina Basso, Franziska Gottwald, Magnus Staveland, Xayier Sabata, Europa Galante, Fabio Biondi | Virgin Classics |
| 2013. március 11.    | Julia Lezhneva – Alleluia; Händel, Mozart, Porpora, Vivaldi: 4 Motetten | Il Giardino Armonico, Giovanni Antonini                                                                                        | Decca           |
| 2013. szeptember 27. | Vivaldi: Ottone in Villa                                                | Marina Bartoli, Veronica Cangemi, Roberta Invernizzi, L'Arte dell'Arco, Giovanni Antonini                                      | Naïve           |
| 2013. október 28.    | Pergolesi: Stabat Mater, Laudate pueri Dominum, Confitebor tibi Domine  | Philippe Jaroussky, Coro della Radiotelevisione Svizzera, Diego Fasolis                                                        | Warner Classics |
| 2014. november 3.    | Hasse: Siroe, Re di Persia                                              | Max Emanuel Cencic, Mary-Ellen Nesi, Franco Fagioli, Lauren Snouffer, Juan Sancho, Armonia Atenea, George Petrou               | Decca           |
| 2015. november 6.    | Julia Lezhneva – Händel                                                 | Il Giardino Armonico, Giovanni Antonini                                                                                        | Decca           |
| 2017. április 14.    | Graun Arias – Lezhneva: Graun: Opera arias                              | Concerto Köln, Mikhail Antonenko                                                                                               | Decca           |
| 2018. január 12.     | Nicola Porpora: Germanico in Germania                                   | Hasnaa Bennani, Max Emanuel Cencic, Dilyara Idrisova, Mary-Ellen Nesi, Juan Sancho, Capella Cracoviensis, Jan Tomasz Adamus    | Decca           |
| 2018. március 13.    | Vivaldi: Gloria, Nisi Dominus, Nulla in Mundo Pax Sincera               | Franco Fagioli, I Barocchisti Coro della Radiotelevisione Svizzera, Diego Fasolis                                              | Decca           |